# Adam Pavel Slavata
Adam Pavel Slavata z Chlumu a Košumberka (13. června 1604 – 2. července 1657 Nová Bystřice) byl český šlechtic z rodu Slavatů, syn Viléma Slavaty a Lucie Otýlie z Hradce.

## Manželství
Roku 1626 se ve Vídni oženil s Marií Markétou z Eggenberku, dcerou krumlovského vévody Jana Oldřicha z Eggenberku, manželství však bylo po pěti letech anulováno. Adam Pavel se poté již neoženil a svůj život věnoval zvelebování novobystřického a hradeckého panství. Novou Bystřici si obzvláště zamiloval, a přestože byl po smrti podle rodinného zvyku pohřben v Jindřichově Hradci, rozšířila se pověst, že se v Nové Bystřici rozhodl zanechat to nejcennější – svoje srdce. To se potvrdilo roku 1997, kdy bylo srdce Adama Pavla Slavaty nalezeno v dřevěné skříňce ve zdi novobystřického kostela sv. Petra a Pavla.

## Majetek

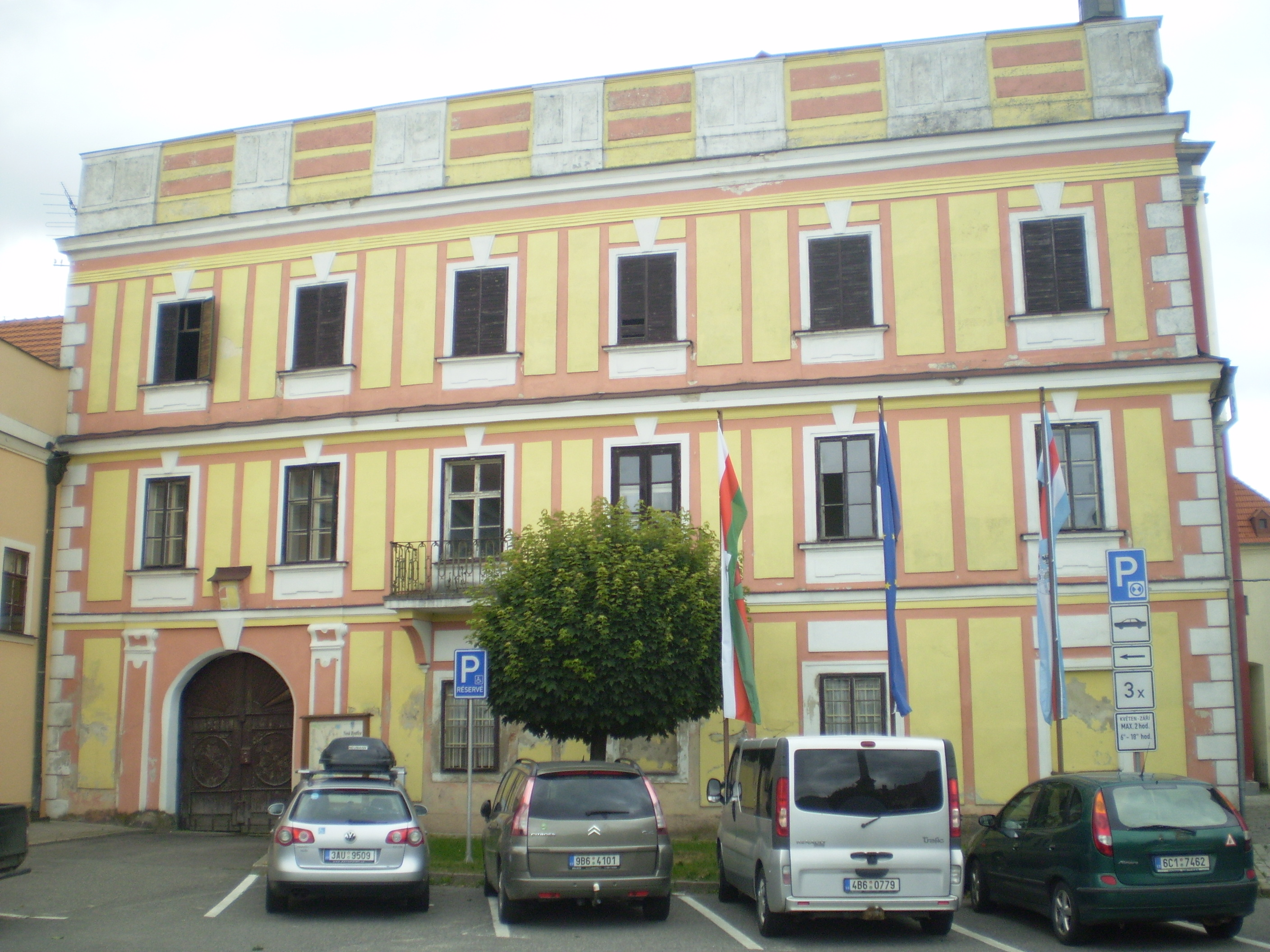
Zámek v Nové Bystřici

Kolem roku 1655 měl Adam Pavel Slavata 1818 berní osedlých, což ho učinilo druhým nejbohatším šlechticem Českého království. Větší bohatství měla jen vévodkyně krumlovská Anna Marie z Eggenbergu, která měla 3915 osedlých.
Adam Pavel Slavata zemřel bezdětný a po jeho smrti hradecké a novobystřické panství zdědil jeho synovec, Ferdinand Vilém Slavata.